# Rancher实验室
Rancher Labs是一家位于加州库比蒂诺的开源软件公司。该公司帮助大规模管理Kubernetes。Rancher Labs成立于2014年，拥有3万个活跃团队。
Rancher Labs在2015年获得1000万美元的资金，2016年获得2000万美元的资金， 2020年获得4000万美元的资金。高管包括联合创始人梁胜（CEO）、Shannon Williams、Darren Shepherd和Will Chan。公司总部位于加州库比蒂诺。
2020年5月， Rancher Labs推出了Rancher Academy，这是一个免费的培训项目，通过这个项目，IT专业人士可以在Kubernetes的各种发行版之上获得公司提供的一系列技术认证。公司总裁Shannon Williams表示，在许多IT组织仍然找不到具有相应技能的IT人员的时候，即使在COVID-19大流行带来的经济衰退之后，Rancher Labs也在试图使Kubernetes培训的获取民主化。Dice最近发布的《2020年技术工作报告》发现，仅在过去的一年里，对具备Kubernetes技能的人员的工作需求就增加了82%。Dice预测，未来10年，对Kubernetes技能的需求将享有超过67%的预计增长率。
2020年4月， Rancher Labs发布了Kubernetes管理平台的更新，除了让Kubernetes管理平台更容易远程访问外，还可以在不停机的情况下进行升级。公司CEO梁胜表示，随着企业越来越多地将Kubernetes运营化，现在更加注重生命周期管理和可扩展性。梁胜说，Rancher 2.4版本提供了一套工具的访问权限，使IT团队即使在网络连接有限的情况下也能更轻松地管理Kubernetes集群的舰队。例如，IT团队现在可以远程发起升级，但所有进程都在本地执行。完成后，一旦重新建立连接，远程集群就会与管理服务器同步。
2020年7月， Rancher Labs宣布达成最终协议，被SUSE收购。该交易于2020年12月1日完成。